# Aprostocetus fidius
Aprostocetus fidius är en stekelart som beskrevs av Girault 1917. Aprostocetus fidius ingår i släktet Aprostocetus och familjen finglanssteklar. Inga underarter finns listade i Catalogue of Life.